# Wald zwischen Romrod und Ober-Sorg
Wald zwischen Romrod und Ober-Sorg este o arie protejată (arie specială de conservare — SAC, sit de importanță comunitară — SCI) din Germania întinsă pe o suprafață de 532,46 ha, integral pe uscat.

## Localizare
Centrul sitului Wald zwischen Romrod und Ober-Sorg este situat la coordonatele 50°42′26″N 9°16′28″E / 50.7072°N 9.2744°E.

## Înființare
Situl Wald zwischen Romrod und Ober-Sorg a fost declarat sit de importanță comunitară în noiembrie 2004 pentru a proteja 1 specie de animale. Situl a fost protejat și ca arie specială de conservare în martie 2008.

## Biodiversitate
Situată în ecoregiunea continentală, aria protejată conține 3 habitate naturale: Liziere de ierburi înalte hidrofile de câmpie și de nivel montan până la alpin, Păduri de fag Asperulo-Fagetum, Păduri aluvionare cu Alnus glutinosa și Fraxinus excelsior (Alno-Padion, Alnion incanae, Salicion albae).
La baza desemnării sitului se află o specie protejată de  păsări: ciocănitoare neagră (Dryocopus martius).